# 2005-ös MTV Movie Awards
A 2005-ös MTV Movie Awards díjátadó ünnepségét 2005. június 4-én tartották a kaliforniai Shrine Auditorium-ban, a házigazda Jimmy Fallon volt. A műsort az MTV csatorna közvetítette.

## Díjazottak és jelöltek
A nyertesek a táblázat első sorában, félkövérrel vannak jelölve.
| Legjobb film | Legjobb filmből készült videojáték |
| --- | --- |
| - Nevetséges Napóleon - Kill Bill 2. - Pókember 2. - Ray - A Hihetetlen család | - The Chronicles of Riddick: Escape from Butcher Bay - Pókember 2. - Van Helsing - Harry Potter és az azkabani fogoly - A Hihetetlen család |
| Legjobb színész | Legjobb színésznő |
| - Leonardo DiCaprio – Aviátor - Jamie Foxx – Ray - Will Smith – A randiguru - Brad Pitt – Trója - Matt Damon – A Bourne-csapda | - Lindsay Lohan – Bajos csajok - Uma Thurman – Kill Bill 2. - Hilary Swank – Millió dolláros bébi - Rachel McAdams – Szerelmünk lapjai - Natalie Portman – A régi környék |
| Legjobb akciójelenet | Legjobb gonosz |
| - Holnapután - Pókember 2. - Aviátor - A Bourne-csapda - Amerika kommandó: Világrendőrség | - Ben Stiller – Kidobós: Sok flúg disznót győz - Tom Cruise – Collateral – A halál záloga - Rachel McAdams – Bajos csajok - Jim Carrey – A balszerencse áradása - Alfred Molina – Pókember 2. |
| Legjobb csók | Legjobb harc |
| - Rachel McAdams és Ryan Gosling – Szerelmünk lapjai - Natalie Portman és Zach Braff – A régi környék - Gwyneth Paltrow és Jude Law – Sky kapitány és a holnap világa - Jennifer Garner és Natassia Malthe – Elektra - Elisha Cuthbert és Emile Hirsch – Szüzet szüntess | - Uma Thurman vs. Daryl Hannah – Kill Bill 2. - A hírolvasók összecsapása – A híres Ron Burgundy legendája - Brad Pitt vs. Eric Bana – Trója - Zhang Ziyi vs. császári katonák – A repülő tőrök klánja |
| Legjobb zenés pillanat | Legjobb duó |
| - "Canned Heat" – Nevetséges Napóleon - "Thriller" – Hirtelen 30 - "Afternoon Delight" – A híres Ron Burgundy legendája - "Hold On" – Kalandférgek | - Lindsay Lohan, Rachel McAdams, Lacey Chabert és Amanda Seyfried – Bajos csajok - Craig T. Nelson, Holly Hunter, Spencer Fox és Sarah Vowell – A Hihetetlen család - Will Ferrell, Paul Rudd, Steve Carell és David Koechner – A híres Ron Burgundy legendája - Vince Vaughn, Christine Taylor, Rip Torn, Justin Long, Alan Tudyk, Joel David Moore, Chris Williams és Stephen Root – Kidobós: Sok flúg disznót győz - John Cho és Kal Penn – Kalandférgek |
| Leghumorosabb alakítás | Legjobb szarrá ijedt alakítás |
| - Dustin Hoffman – Vejedre ütök - Antonio Banderas – Shrek 2. - Will Ferrell - A híres Ron Burgundy legendája - Ben Stiller - Kidobós: Sok flúg disznót győz - Will Smith - A randiguru                                                                                  | - Dakota Fanning – Bújócska - Cary Elwes – Fűrész - Sarah Michelle Gellar – Átok - Jennifer Tilly – Chucky ivadéka - Mýa - Vérfarkas |
| Áttörő előadást nyújtó színész | Áttörő előadást nyújtó színésznő |
| - Jon Heder – Nevetséges Napóleon - Tim McGraw – Péntek esti fények - Zach Braff – A régi környék - Freddie Highmore – Én, Pán Péter - Tyler Perry – Egy dühös asszony naplója                                                                                           | - Rachel McAdams – Bajos csajok - Ashanti – Carter edző - Elisha Cuthbert – Szüzet szüntess - Bryce Dallas Howard – A falu - Emmy Rossum – Holnapután |

### Silver Bucket of Excellence
- Nulladik óra

### MTV Generation Award
- Tom Cruise